# Vikingstad
Vikingstad uttal (fil) är en tätort i Linköpings kommun, 13 kilometer väster om Linköping. Orten hette tidigare Bankeberg men bytte till sockennamnet 1927.

## Historia
Namnet (1317, Vikyngstathom) kommer från en bebyggelse vid kyrkan. Förleden är mansnamnet Viking. Efterleden är sta(d), 'plats'.
Ett gästgiveri fanns vid Riksettan. Postdiligensen bytte här hästar på sträckan Ystad-Stockholm. Den större delen av Vikingstads samhälle ligger i Vikingstads socken men en mindre del i samhällets norra del ligger i Rappestads socken.
Vikingstads kyrka, tre kilometer söder om tätorten, invigdes 1756. År 1846 byggdes den första skolan, vid kyrkan. I samband med öppnandet av järnvägssträckan Linköping - Mjölby, 1873, växte ett stationssamhälle fram vid gården Bankeberg. År 1950 fann man en märklig bautasten vid grävning vid gästgiveriet. År 1952 förenades Vikingstads socken tillsammans med Rappestads socken, de socknar där samhället Vikingstad ligger, samt Björkeberg, Västerlösa och Sjögestad i Norra Valkebo landskommun. I den andra kommunsammanslagningen 1971 blev Norra Valkebo och därmed samhället Vikingstad en del av Linköpings kommun.

### Befolkningsutveckling
| Befolkningsutvecklingen i Vikingstad 1960–2020 | Befolkningsutvecklingen i Vikingstad 1960–2020 | Befolkningsutvecklingen i Vikingstad 1960–2020 | Befolkningsutvecklingen i Vikingstad 1960–2020 | Befolkningsutvecklingen i Vikingstad 1960–2020 |
| ---------------------------------------------- | ---------------------------------------------- | ---------------------------------------------- | ---------------------------------------------- | ---------------------------------------------- |
|                                                |                                                |                                                |                                                |                                                |
| År                                             |                                                |                                                | Folkmängd                                      | Areal (ha)                                     |
| 1960                                           | 1960                                           |                                                | 1 013                                          |                                                |
| 1965                                           | 1965                                           |                                                | 1 272                                          |                                                |
| 1970                                           | 1970                                           |                                                | 1 648                                          |                                                |
| 1975                                           | 1975                                           |                                                | 1 758                                          |                                                |
| 1980                                           | 1980                                           |                                                | 2 079                                          |                                                |
| 1990                                           | 1990                                           |                                                | 2 196                                          | 161                                            |
| 1995                                           | 1995                                           |                                                | 2 141                                          | 161                                            |
| 2000                                           | 2000                                           |                                                | 2 087                                          | 153                                            |
| 2005                                           | 2005                                           |                                                | 2 072                                          | 153                                            |
| 2010                                           | 2010                                           |                                                | 2 096                                          | 161                                            |
| 2015                                           | 2015                                           |                                                | 2 335                                          | 178                                            |
| 2020                                           | 2020                                           |                                                | 2 485                                          | 177                                            |
|                                                |                                                |                                                |                                                |                                                |

## Idrott
Idrottsföreningen heter Vikingstad Sportklubb (VSK). Föreningen grundades 1932. Föreningens huvudsport är fotboll, men även innebandy och bordtennis har sektioner. Tidigare har det funnits sektioner för bland annat tennis, varpa och ishockey. Fotbollslaget spelar i division 6 södra Östergötland säsongen 2016. Herrlaget har tidigare spelat enstaka säsonger i division 4 (bl.a 2000 och 2005) men har traditionellt oftast huserat i division 5. Bordtennislaget spelar 2016 i division 2 Östsvenska Södra i det nationella seriespelet. Vikingstad har tidigare utmärkt sig med avseende på bordtennis genom att Vikingstad skola vid ett flertal tillfällen kvalificerat sig för Bästa Fyrans riksfinal.
2013 vann Vikingstad SK Breddidrottspriset i Östergötland.

## Kända personer från Vikingstad
- Inga-Lill Andersson, skådespelare, född och uppvuxen i Vikingstad. Anställd på Kungliga Dramatiska Teatern, känd från film och TV. Bor numera i Stockholm.
- Tage Danielsson hade sina rötter i trakten kring Vikingstad. I 88-öresrevyn berättar han om hur hans mor besökte Valhall i Vikingstad och där lärde sig Elektricitetsvisan.
- Matilda Ekholm, bordtennisspelare.
- Bröderna Jakob och Ludvig Fahlstedt, båda två föddes i Vikingstad 1972 och båda har gjort sig kända som skådespelare.
- Theodor Haraldsson, artist och influerare. Blev först stor på TikTok och Instagram, och har varit med i melodifestivalen 2022 med låten "Som du vill"